# Jungfrau-Region
Die Jungfrau-Region ist eine Wander- und Skiregion im Berner Oberland. Die Tourismusdestination umfasst die Lütschinentäler.

## Entstehen des Tourismusverbands
Jungfrau Region ist ein touristischer Zusammenschluss der Orte Grindelwald, Wengen, Mürren, Lauterbrunnen und Haslital.
Der Begriff wird im Sinne einer Marke erst in jüngeren Jahren beworben und bezieht sich auf die Jungfrau, einen Viertausender, der mit Eiger und Mönch zu den bekanntesten Bergen der Alpen gehört. Die Gegend gehört zum 2001 erklärten UNESCO-Welterbe Schweizer Alpen Jungfrau-Aletsch.
2012 verordnete der Regierungsrat des Kantons Bern den Zusammenschluss der Tourismusdestinationen Interlaken (Interlaken Tourismus, TOI), Jungfrau-Region (Jungfrau Region Tourismus AG, JRMAG) und Haslital (Haslital Tourismus), da eine Reduktion der Destinationen im Kanton von zehn auf fünf vorgesehen war.
Per 2014 konnten die lokalen Tourismusorganisationen aber den Regierungsrat überzeugen, für das Oberland-Ost die Destinationen Interlaken und Jungfrau-Region beizubehalten. Allerdings forderte der Regierungsrat eine Marketingkooperation. Dem Haslital steht es frei, über einen Beitritt selbst zu entscheiden, doch bliebe es alleinstehend keine Einrichtung laut Tourismusentwicklungsverordnung.

## Verkehr
Von Interlaken aus kommt man mit der Berner Oberland-Bahn (BOB) nach Zweilütschinen, nach Lauterbrunnen und Grindelwald.

## Wandergebiet
Die Region hat 500 Kilometer markierte Spazier-, Wander- und Bergwege.
Von Lauterbrunnen und Grindelwald aus kann man mit der WAB auf die Kleine Scheidegg fahren und hat dort Anschluss an die Jungfraubahn und kommt zur Eigernordwand (Eigerwalk). Weitere bedeutende touristische Einrichtungen sind die Aussichtswarte First (2167 m, mit dem First Flieger), Schynige Platte, die Schilthorn-Seilbahn und Harder Kulm.

## Wintersportgebiet
Das Skigebiet der Region heißt Ski resort Jungfrau Ski Region – Kleine Scheidegg – Männlichen – Wengen mit 110 km Pisten, darunter der weltberühmten Lauberhornabfahrt, und 30 km Schlittelabfahrten.
Hier findet im Winter das Lauberhornrennen der FIS statt.
Die Wintersportgebiete Jungfrau Ski Region, Adelboden-Lenk, Aletsch Arena und Engelberg Titlis gaben am 28. Februar 2025 bekannt, dass sie ab Saisonbeginn 2025/26 einen gemeinsamen Skipass (AlpsPass) haben.